# 저먼 앙스트
저먼 앙스트란 독일의 비관적인 관찰이 두드러지는 특징으로써 어떠한 위험성 있는 정책에 대해 이익에 대한 기대보다는 많은 두려움을 가지는 특징이다. 주로 신기술에 대한 독일 국민들의 부정적 인식을 가리키는 용어이다.

## 발생 원인
제 2차 세계대전의 패배를 통해 독일 국민들은 몰락에 대한 공포를 느꼈으며, 트라우마에 빠졌다. 결과적으로 독일 스스로와 외적 영향들을 모두 신뢰할 수 없게 만들었으며, 독일인의 자존감은 불안정과 공포로 바뀌었다.
작가 Sabine Bode의  Die deutsche Krankheit – German Angst (The German Sickness – German Angst)에서 무의식 속의 트라우마의 흔적들에 대한 현상들을 볼 수 있다.

## 예
2차대전 중 핵무기의 투하, 또 신종플루(사스)의 유행이 가미 되면서 저먼 앙스트의 대표적인 특징을 보여주었다. 최근 많은 나라들이 원자력 에너지를 사용하면서 많은 에너지 사용에 있어 환호 하였지만 독일 국민들은 그반대로 (저먼 앙스트의 영항으로써) 원자력 에너지를 사용함으로써 일어나는 나쁜 영향들에 더욱 많은 관심을 기울였다.
또한 근래의 후쿠시마 원전 폭발 사태를 통해 독일은 자신들을 잠재적 피해자로 인식하고, 2011년 5월 30일, 연립 정부는 2022년까지 독일의 모든 원자로의 폐로에 대한 법을 통과한다고 발표했다.

## 같이 보기
- 후쿠시마 제1원자력 발전소 사고
- Angst (영어판 위키백과)